# San Antonio (Asunción)
San Antonio es un tradicional barrio de la ciudad de Asunción, capital de la República del Paraguay.

## Historia
El movimiento portuario del varadero dio nacimiento al barrio San Antonio. El puerto era fuente de trabajo, pues en él desembarcaban los frutos del país, leñas y durmientes para el ferrocarril.
En esta zona funcionaban también astilleros, donde trabajaban los pobladores. La población se fue asentando en propiedades privadas que, hasta hoy existen como asentamientos consolidados. Familiares de estos vecinos que iban accediendo a mejores ingresos económicos, incrementaron la población del sector.

## Características
En el barrio San Antonio funcionan astilleros menores, areneras, comercios y depósitos de firmas petroleras transnacionales. Estos últimos y los bloques habitacionales C.U.S.A. ocupan predios que antiguamente constituían espacios recreativos, una empresa de Marketing y Publicidad (Biederman), la Parroquia San Antonio de Padua y la Dirección de Meteorología e Hidrología - DINAC.

## Geografía
El barrio San Antonio está situado en la ciudad de Asunción, capital de la República del Paraguay, a orillas del Río Paraguay, ciudad cosmopolita, donde confluyen personas de distintas regiones del país y extranjeros que la habitan, ya arraigados en ella.

## Clima
El barrio San Antonio presenta un clima subtropical húmedo, la temperatura media es de 28 °C en el verano y 17 °C en el invierno. Vientos predominantes del norte y sur. El promedio anual de precipitaciones es de 1700 mm

## Límites
El barrio tiene como principales las calles Doctor Emiliano Paiva, Alférez Victoriano Silva, Tte Guillermo Arias, Río de la Plata, Comandante Gamarra y las Avdas. Carlos Antonio López y Doctor José P. Montero, siendo sus límites la calle Gobernador Irala con el barrio Itá Pytã Punta, la Avda. Carlos Antonio López con el Barrio del mismo nombre y la Calle Dr. Paiva con el Barrio Dr. Francia
- Al norte limita con el Río Paraguay .

- Al sur limita con el barrio Carlos Antonio López.

- Al este limita con el barrio Dr. Francia.

- Al oeste limita con el barrio Itá Pyta Punta.

## Superficie
Su superficie es de 1.48 km², cuenta con una zona alta y otra baja hacia el Río Paraguay, sector que los vecinos conocen como Varadero. Allí viven los pobladores más antiguos.

## Vías y Medios de Comunicación
La calle principal que lo cruza es Alférez Victoriano Silva, que cuenta con pavimentación asfáltica en todo su trayecto y además sobre la misma se encuentra la parroquia San Antonio de Padua, de la cual toma nombre el barrio. 
Operan nueve canales de televisión abiertos y varias empresas que emiten señales por cable. Se conectan con más de treinta emisoras de radio que transmiten en frecuencias AM y FM. Cuenta con los servicios telefónicos de Copaco y los de telefonía celular, además cuenta con varios otros medios de comunicación y a todos los lugares llegan los diarios capitalinos

## Transporte
Varias empresas del transporte público comunican al barrio San Antonio con el microcentro de Asunción, los barrios aledaños y el área metropolitana. Entre las líneas están:
1 "Ysapy" (Conecta con el barrio Santa María de la Ciudad de Asunción)
2 y 7 "Guaraní" (Dependiendo del ramal conecta con las ciudades de Limpio y Mariano Roque Alonso) ,
5 "La Chaqueña"(Conecta con las Ciudades chaqueñas de Villa Hayes y Benjamín Aceval),
8 "San Isidro" (Lambaré y parte de Villa Elisa),
11 "San Agustín"(Areguá),
13 "Conquistador"(Barrios Loma Pytã y Santa Ana),
15 (ramales 1, 2, 3 y 4) "Automotores Guaraní" (Dependiendo del ramal conecta con las ciudades de Villa Elisa, Ñemby y San Antonio),
16-2 "La Unión" (Barrio San Blas),
19 "González Quiñonez"(San Lorenzo y parte de Luque),
20 "Choferes del Chaco"(Dependiendo del Ramal conecta con las ciudades de San Lorenzo, Luque e Ypané),
21 "San Fernando" (Fernando de la Mora y partes de San Lorenzo y Villa Elisa dependiendo del ramal),
27 "San Lorenzo" (Capiatá y con el barrio Republicano de Asunción),
28 "Gral. Aquino" (Luque),
31 "Virgen del Pilar" (Lambaré y parte de Villa Elisa)
36 "Campo Limpio" (Limpio)
37-B "SAETA" (Conecta con los Barrios San Blás y Bañado Sur),
37-C "A.D.U.S.A" (Conecta con los Barrios San Blás y Obrero),
41 "1º de Diciembre" (Lambaré),
43 "San Gerardo" (Capiatá),
44 "Mariano Roque Alonso" (Dependiendo del ramal conecta con las ciudades de Mariano Roque Alonso y Limpio),
45 y 56 "La San Lorenzana" (San Lorenzo y dependiendo del ramal con el barrio Roberto L. Pettit)
47 "AGSRL" (Ypané) y la línea
59 "La Gran Capiateña" (Conecta con la ciudad de J. Augusto Saldivar)
También la Empresa "Cabañas" Conecta con la Ciudad de Caacupé.

## Población
El barrio cuenta con una población total de 11.460 habitantes de los cuales el 45% son hombres y el 55% son mujeres. La densidad poblacional es de 9.717 hab./km² aproximadamente.

## Demografía
Existen 2.590 viviendas aproximadamente de material cocido. Al contrario de lo que sucede en otras zonas ribereñas los pobladores van dejando las zonas inundables y los que quedan mejoran su hábitat. 
El porcentaje de cobertura de servicios es el siguiente:
- El 100 % de las viviendas poseen energía eléctrica.
- El 100 % de las viviendas poseen agua corriente.
- El 95 % de las viviendas poseen el servicio de recolección de basura.
- El 95 % de las viviendas poseen red telefónica.
- El 90 % de las viviendas poseen desagüe cloacal

Para satisfacer su demanda sanitaria los pobladores recurren a los centros asistenciales de los barrios vecinos, principalmente al Centro Nacional del Quemado (Ex Hospital de Clínicas) y al Centro de Salud N.º 3 "Santo Domingo Savio".
Cuatro instituciones educativas (dos colegios privados, una escuela y un liceo públicos) de nivel primario y secundario, además de una institución de nivel terciario que cubre la demanda educativa del barrio.
Los pobladores corresponden a las clases alta, media y baja, hacia la ribera se encuentran los pobladores de nivel socioeconómico más bajo. Antiguamente las principales ocupaciones de los habitantes eran las generadas por los astilleros, areneras y comercios de la zona, actualmente son las oficinas y comercios localizados en la zona céntrica de la capital.

## Principales problemas del barrio
- Ocupaciones irregulares de tierra en la ribera del Río Paraguay por pobladores del barrio y de otros lugares.
- Contaminación ambiental producida por los desperdicios arrojados a los barrancos.

## Instituciones y Organizaciones existentes
Comisiones vecinales 
Existen dos comisiones vecinales 
- 20 de Julio
- San Juan Bosco
- Los objetivos de las dos comisiones son el mejoramiento del barrio y la legalización de terrenos.

## Instituciones No Gubernamentales
Entidades Sociales
- Club de Leones San Antonio
- Club de Leones Carlos A. López

Servicio Sanitario:
- Sanatorio Español

Educativas
- Colegio Sagrado Corazón de Jesús
- Colegio Alberto Schweitzer
- Colegio San Antonio de Padua

Deportivas
El barrio cuenta con 3 instituciones deportivas
- El club 29 de Septiembre
- El club Star´s Club
- El club San Antonio

## Instituciones Gubernamentales
Educativas:
- Escuela Parroquial N.º 1.093 San Antonio de Padua
- Colegio Parroquial N.º 1.033 San Antonio de Padua
- Colegio Experimental Paraguay -Brasil
- Facultad de Filosofía de la Universidad Nacional de Asunción.
- Facultad de Medicina (Neumología, Kinesiología y Tisiología)
- Catedrá de Dermatología
- Compañía Paraguaya de Telecomunicaciones -COPACO. La sede central de la compañía nacional de telefonía, se localiza sobre Coronel Moreno entre De la Conquista y Testanova.
- Centro Meteorológico Nacional. Se localiza sobre Coronel Francisco López entre De la Conquista y Testanova.
- En el barrio se encuentra la sede del Poder Judicial de Paraguay del país, el Palacio de Justicia.

## Curiosidades
En la zona de la llamada Loma Kavará se fundó la Casa Fuerte de Nuestra Señora Santa Maria de la Asunción, donde hoy día se encuentra la Facultad de Kinesiología, también en ese lugar fue asesinado el poeta Emiliano R. Fernández.